# Cantón de Saint-Martin-Vésubie
El cantón de Saint-Martin-Vésubie era una división administrativa francesa que estaba situada en el departamento de Alpes Marítimos y la región de Provenza-Alpes-Costa Azul.

## Composición
El cantón estaba formado por dos comunas:
- Saint-Martin-Vésubie
- Venanson

## Supresión del cantón de Saint-Martin-Vésubie
En aplicación del Decreto nº 2014-227 de 24 de febrero de 2014, el cantón de Saint-Martin-Vésubie fue suprimido el 22 de marzo de 2015 y sus 2 comunas pasaron a formar parte del nuevo cantón de Tourrette-Levens.